# Bransat
Bransat település Franciaországban, Allier megyében. Lakosainak száma 529 fő (2022. január 1.). Bransat Cesset, Laféline, Louchy-Montfand, Meillard, Saulcet és Verneuil-en-Bourbonnais községekkel határos.

## Népesség
A település népességének változása:
| Lakosok száma | 571  | 536  | 484  | 511  | 484  | 495  | 512  | 521  | 526  | 529  |
|               | 1968 | 1982 | 1990 | 2006 | 2013 | 2015 | 2017 | 2019 | 2020 | 2022 |